# BMP-23
Il BMP-23 è un veicolo da combattimento della fanteria cingolato, prodotto in Bulgaria ed entrato in servizio negli anni 1980.
A dispetto del nome, il mezzo non ha alcuna connessione con i contemporanei veicoli per la fanteria sovietici della serie BMP, ma è un prodotto indigeno basato sullo scafo del semovente d'artiglieria 2S1 Gvozdika riadattato per il trasporto dei soldati e riequipaggiato con una torretta dotata di armamento più leggero. Prodotto in circa 115 esemplari, il mezzo è in dotazione unicamente ai reparti meccanizzati dell'Esercito bulgaro anche nella versione BMP-30 dotata di armamento potenziato.

## Storia
Alla metà degli anni 1970 la Repubblica Popolare di Bulgaria acquistò dagli alleati sovietici la licenza di produzione del semovente d'artiglieria 2S1 Gvozdika. A partire da questo progetto, l'industria bellica bulgara sviluppò in seguito un veicolo da combattimento della fanteria, sbarcando la torre armata con l'obice da 122 mm del Gvozdika e installando al suo posto una torretta di concezione locale dotata di armamento leggero; fu poi installato un motore più potente e l'interno dello scafo fu riadattato per ospitare a bordo una squadra di soldati. Il mezzo così concepito fu quindi designato come BMP-23 (dal bulgaro бойна машина на пехотата, Bojna Mašina na Pehotata, "macchina da combattimento della fanteria").
Un totale di 115 BMP-23 è stato prodotto nel corso degli anni, cui si sono aggiunte alcune decine di versioni derivate; il mezzo non è mai stato esportato al di fuori della Bulgaria. Assegnato ai reparti meccanizzati dell'Esercito popolare bulgaro negli anni finali della guerra fredda, il mezzo è ancora in servizio nei ranghi del moderno Esercito bulgaro; operativamente, il BMP-23 è stato impegnato in azione con il contingente bulgaro della Coalizione multinazionale in Iraq e con quello assegnato alla missione ISAF in Afghanistan.

## Tecnica
Il BMP-23 è lungo 7,28 metri, largo 2,85 metri e alto 2,53 metri; la luce da terra è di 0,40 metri e il peso totale in ordine di combattimento è di 15 tonnellate. L'equipaggio ammonta a tre uomini (comandante, artigliere e pilota) con la capacità di ospitare a bordo fino a sette soldati completamente equipaggiati. Lo scafo vede disposti nella parte anteriore il pilota sul lato destro e uno dei fanti imbarcati sul lato sinistro, con il motore alle spalle; segue la torretta biposto per gli altri due uomini dell'equipaggio, collocata centralmente allo scafo, e quindi il vano di carico con gli altri sei fanti imbarcati. Al vano di carico si accede sia tramite portelli sul tetto che tramite due ampi portelloni gemelli nella parte posteriore dello scafo; il vano ospita anche feritoie che consentono ai soldati imbarcati di fare fuoco con le loro armi leggere.
Il BMP-23 è propulso dal motore Diesel YaMZ-238 N di origine sovietica accoppiato a una trasmissione manuale, capace di una potenza di 302 hp e con un rapporto potenza-peso di 20 hp/t. Il BMP-23 può toccare una velocità massima su strada di 61,5 km/h con un'autonomia di circa 600 chilometri; le prestazioni vedono il mezzo capace di superare un ostacolo verticale alto 0,8 metri e una trincea larga 2,5 metri. Il BMP-23 è completamente anfibio senza necessità di preparazione, e può procedere in acqua spinto dai suoi stessi cingoli a una velocità di 4-6 km/h.
La torretta del BMP-23 è armata con un cannone/mitragliera da 23 mm ZU-23, in origine un'arma antiaerea, capace di una gittata di 2.000 metri contro bersagli a terra; coassiale al cannone è montata una mitragliatrice da 7,62 mm mentre il tetto della torretta può ospitare un lanciatore per un missile filoguidato anticarro Maljutka, con quattro missili di scorta ospitati a bordo del mezzo. L'equipaggiamento standard comprende un sistema antincendio, un sistema di protezione NBC e apparati di mira notturna.

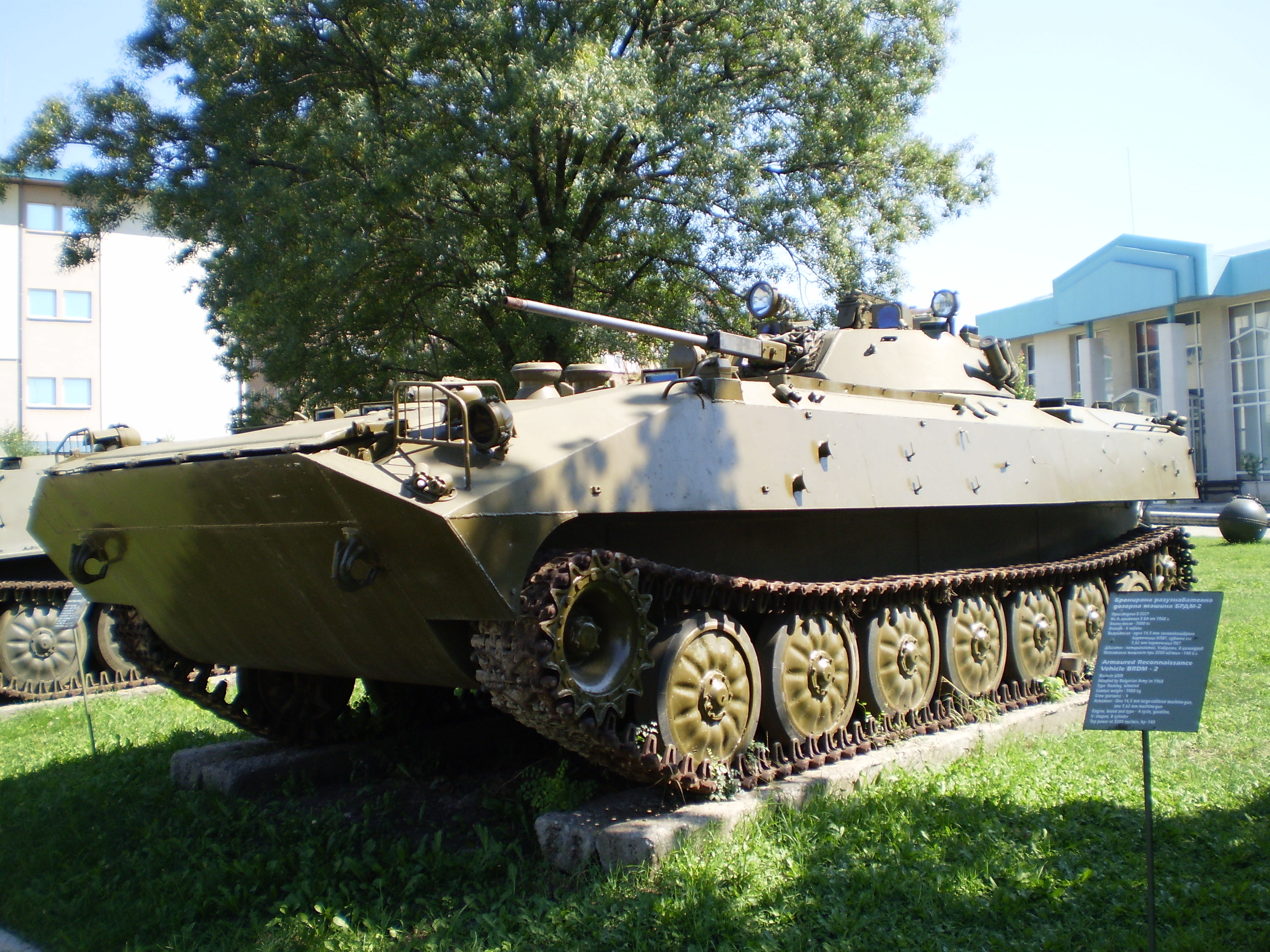
Un BMP-30 in mostra al museo militare di Sofia; il mezzo è una versione migliorata del BMP-23 originario dotata di armamento modificato

## Versioni
Le versioni alternative del BMP-23 comprendono:
- BMP-23A: prima modernizzazione del BMP-23 originario, con l'adozione di piccoli miglioramenti tra cui l'installazione di sei lanciatori per granate fumogene e la sostituzione dei missili Maljutka con il più moderno sistema missilistico Fagot con guida SACLOS;
- BMP-23 da ricognizione: prototipo di una variante da ricognizione del mezzo, priva della squadra di fanteria imbarcata ma con equipaggio aumentato a cinque uomini e l'installazione a bordo di apparati di sorveglianza e raccolta informazioni;
- BMP-30: versione modernizzata sviluppata a partire dal 1987 e attualmente in servizio in un centinaio di esemplari, ha lo scafo del BMP-23 originario ma monta la stessa torretta del veicolo per la fanteria sovietico BMP-2; quest'ultima è armata con un cannone automatico da 30 mm Shipunov 2A42, una mitragliatrice coassiale da 7,62 mm e un lanciatore per missili anticarro Fagot o Konkurs[1][3].